# Biennálé
A biennálé (olaszul: két évenkénti) két évente megrendezésre kerülő eseménysorozat, sokoldalú művészeti fesztivál, különösen csoportos képzőművészeti kiállítás magyarul is használt neve. Talán a legismertebb a velencei biennálé. Ismert még a triennále (három évente rendezett seregszemle) – az utóbbi időben több magyar esemény alakult azzá – és ritkán a quadriennále (négyévente rendezett tárlat).

## Híres biennálék
- Balaton Szalon Nemzetközi Képzőművészeti Biennálé
- Országos grafikai biennálé, Miskolci Grafikai Triennálé, Miskolc
- Ifjúsági Képzőművészeti Biennálé, Kolozsvár
- Országos Érembiennálé, Sopron
- Nemzetközi Kisplasztikai Biennálé, Muraszombat
- Országos Kisplasztikai Biennálé, Pécs
- Országos Tájkép Biennálé, Hatvan
- Országos Portré Biennálé, Hatvan
- Egri Akvarell Biennálé, Eger
- Salgótarjáni Rajzbiennálé, Salgótarján
- Nemzetközi Dante Kisplasztikai Biennálé, Ravenna
- Velencei biennálé (La Biennale di Venezia, 1895-től), Velence
- Víz és Élet Biennálé, Baja
- Velencei Építészeti Biennálé (olaszul: Mostra internazionale di architettura di Venezia (röviden Biennale di architettura) di Venezia. 1975-től, Velencében
- Zempléni Nyári Tárlat